# KVG Stade

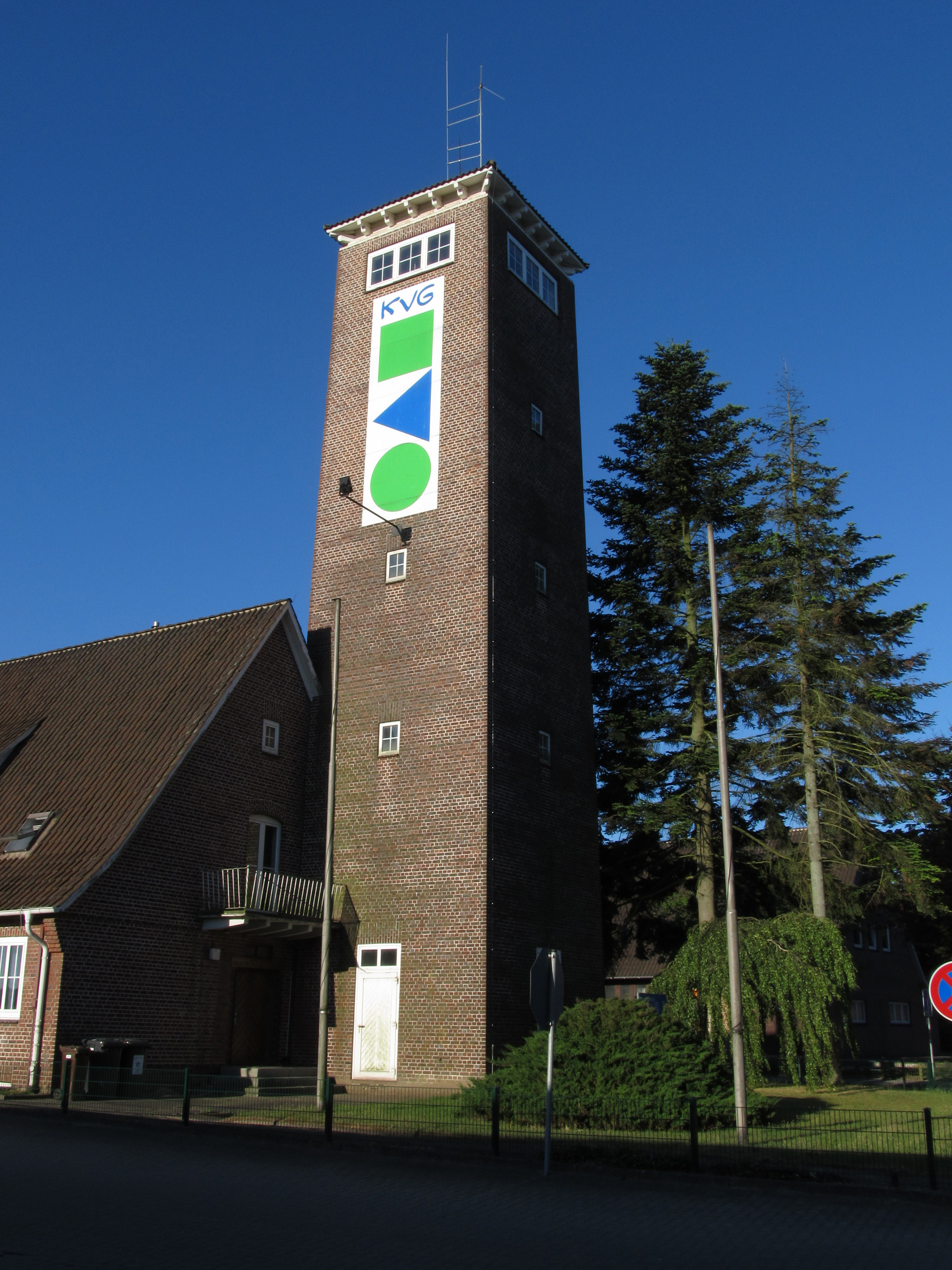
Schlauchturm der benachbarten Freiwilligen Feuerwehr

Die KVG Stade GmbH & Co. KG ist ein regionales Verkehrsunternehmen für den Nahverkehr im Norden Niedersachsens mit Sitz in Stade. Die KVG gehört zur Unternehmensgruppe der Osthannoverschen Eisenbahnen OHE und hat im Geschäftsjahr 2018 einen Umsatz von 66,9 Millionen Euro erzielt. Die KVG beschäftigt über 1000 Mitarbeiter und unterhält über 600 Omnibusse (außerdem werden weitere angemietete Busse im Auftrag eingesetzt), somit ist die KVG eines der größten Busunternehmen in Niedersachsen.

## Verkehrsgebiet
Die KVG betreibt den Stadtverkehr in den Städten Buxtehude, Buchholz i.d.N., Bremervörde, Cuxhaven, Lüneburg, Stade und Winsen (Luhe). Außerdem betreibt die KVG den Regionalbusverkehr in den Landkreisen Cuxhaven, Harburg, Lüneburg, Lüchow-Dannenberg, Rotenburg (Wümme) (teilweise), Heidekreis und Stade. Das Verkehrsgebiet reicht bis in die Städte Hamburg und Bremerhaven. Das gesamte Verkehrsgebiet umfasst ungefähr 6766 km². Die KVG verkehrt auf insgesamt 6292 Kilometer Streckennetz und steuert dabei rund 3500 Haltestellen an.
Anfang 2019 gewann der Betrieb Hittfeld im Landkreis Harburg die erstmals europaweite Ausschreibung, sodass die KVG für weitere zehn Jahre Betreiber der meisten Linien bleibt.

## Standorte
Die Firmenzentrale/Verwaltung hat ihren Sitz in Stade an der Harburger Straße 96.

### Betriebshöfe
Die KVG betreibt sechs Betriebshöfe:
- Stade, Feuerwehrstraße 5 (Firmenzentrale)
- Buxtehude, Konrad-Adenauer-Allee 7
- Cuxhaven, Meyerstraße 26
- Seevetal-Hittfeld, Bosteler Feld 10
- Lüneburg, Dahlenburger Landstraße 37
- Soltau, Breidingstraße 1b

Hinzu kommen einige kleine Außendepots.

## Verkehrsverbünde
Die Linien der KVG sind Teile folgender Verkehrsverbünde:
- Hamburger Verkehrsverbund HVV
- Verkehrsverbund Bremen/Niedersachsen VBN
- Verkehrsgemeinschaft Nordost-Niedersachsen VNN
- Verkehrsgemeinschaft Heidekreis

## Geschichte
Die Kraftverkehr GmbH & Co. KG (KVG) entstand aus der Omnibusgesellschaft Alex & Heinrich Peill oHG, die am 1. April 1928 gegründet wurde und zunächst den Stadt-Omnibusverkehr in Stade mit drei Omnibussen betrieb. Anfang der 1930er Jahre kam der Ersatzverkehr mit Omnibussen für die Kehdinger Kreisbahn (Stade–Freiburg–Itzwörden) hinzu, deren Personenverkehr am 22. Mai 1932 eingestellt wurde. Nach kriegsbedingten Unterbrechungen wurde 1947 das Unternehmen in eine GmbH umgewandelt. 1951 übernahm die Deutsche Bundespost das Unternehmen mit zwei Überlandlinien und dem Stadtverkehr Stade sowie 17 Omnibussen und 11 Busanhängern.
Am 9. Mai 1966 wurde die Peill Verkehrsgesellschaft GmbH in Kraftverkehr Stade GmbH –KVG– umbenannt und bezog ein neues Betriebsgebäude an der Harburger Straße in Stade. Am 1. April 1967 erfolgte eine umfangreiche Erweiterung des Liniennetzes, da der KVG die bis dahin vom Postamt Stade aus betriebenen Postbuslinien übertragen wurden.
In den Folgejahren expandierte die KVG weiter und übernahm nacheinander die Omnibuslinien mehrerer kleinerer Privatunternehmen:
- 1. Juli 1970: Ketterle in Hamburg-Harburg
- 1. Oktober 1970: Schmidt mit dem Betriebsgelände in Buxtehude und fünf Bussen für den Stadtverkehr in Buxtehude
- 1. Juli 1971: Linienkonzessionen der Fa. Gerlach in Drochtersen für Berufs- und Gelegenheitsverkehr
- 1. Januar 1974: Cuxhavener Omnibusgesellschaft (C.O.G.) mit Stadtverkehrs-, Überland-, Schul- und Berufsverkehrslinien im Raum Cuxhaven
- 22. Mai 1977: W. Johannsen in Hollenstedt mit je einer Buslinie von dort nach Buxtehude und nach Hamburg-Neugraben sowie mehreren Schulbuslinien im Raum Neu Wulmstorf und Tostedt, Übernahme eines Magirus-Deutz StÜLB-Busses (L 117)
- 3. August 1978: einige Schulbuslinien des Apenser Unternehmens Glowalla, Übernahme von fünf Bussen, davon zwei Reisebusse
- 1. Januar 1979: Weigel in Seevetal-Hittfeld mit der Betriebsstelle und fünf Bussen
- 12. Dezember 1979: Übernahme des Namens „Hanseat-Reisen“ von der Plöner Verkehrsgesellschaft und deren Verträge zum Werkverkehr der MBB und zum Schülerverkehr im Niederelbe-Gebiet, Übernahme von sieben Bussen
- 1. Januar 1980: einige Schulbuslinien im Bereich Kehdingen von der Fa. von Holten in Großenwöhrden mit zwei Bussen

Am 3. Juni 1973 wurde in München eine Filiale der KVG eingerichtet. Zwischen Juni 1973 und Juni 1976 wurden die Postbuslinien in der Region München als Regionalbuslinien innerhalb des MVV betrieben. Danach wurden sie als Regionalverkehr Oberbayern (RVO) weitergeführt.
1978 bekam die KVG Stade eine neue Muttergesellschaft, die Vereinigte Busverkehrsbetriebe GmbH (VBG), die zu 52,85 % der Deutschen Bundesbahn und zu 47,15 % der Deutschen Bundespost gehörte.
Zum 1. Januar 1982 wurde die KVG eine Regionalverkehrsgesellschaft von Bundesbahn (DB) und Bundespost (DBP), die DB übernahm 51 % der Gesellschaftsanteile. Im Verlauf des Jahres 1982 wurde das Bedienungsgebiet der KVG erheblich vergrößert, da ihr alle bisherigen Bahnbus- und Postbuslinien im nordostniedersächsischen Raum übertragen wurden:
- 1. September 1982: Postreisedienst des Postamts Otterndorf mit sieben Regionalbuslinien und sieben Bussen (MAN SÜ 240)
- 1. Oktober 1982: Postreisedienst des Postamtes Hamburg-Harburg
- 1. November 1982: Bahnbusverkehre der Bvst Hamburg und teilweise von Rotenburg
- 1. Dezember 1982: Postreisedienst des Postamts und der Bvst Lüneburg

Früheres Logo der KVG Stade von 2003

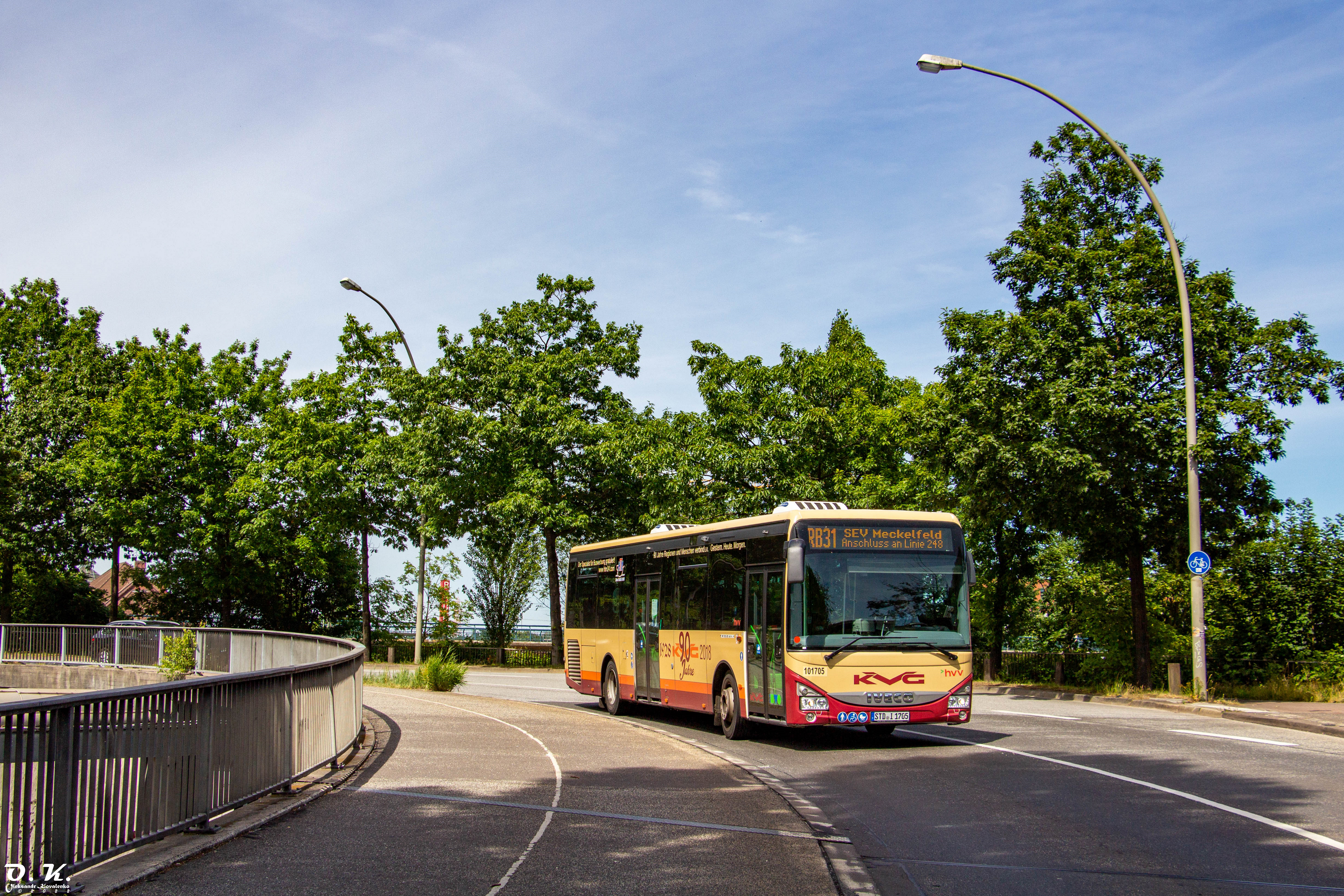
KVG 101705 I IVECO Crossway LE City 12M

Darunter waren auch die drei bisherigen Postbuslinien im Bereich des Hamburger Verkehrsverbundes HVV:
149 0Hmb-Harburg – Neuland – Over
157 0Hmb-Harburg – Moorburg – Neuenfelde – Jork
257 0Hmb-Neugraben – Neuenfelde – Cranz
Die KVG trat am 1. Januar 1983 daher an Stelle der Deutschen Bundespost in den HVV ein. Einige der ehemaligen Bahnbuslinien wurden im Laufe der Jahre eingestellt (Hamburg–Soltau, Hamburg–Munster, Hamburg–Verden, Hamburg–Amelinghausen). Diese wiesen oft nur eine Fahrt am Tag auf.
Außerdem übernahm die KVG am 31. Dezember 1982 den Stadtbusverkehr in Lüneburg von der Firma Ernst Röhlsberger mit zahlreichen MAN-Bussen.
1984 wurde das HANSEAT-Reisebüro in Hamburg-Harburg eröffnet. Für den gesamten Verkehrsraum der KVG-Linien fand 1987 eine Angleichung der Tarife mit Einführung eines Regionaltarifs statt. Mit der DB und dem HVV wurde eine Tarifgemeinschaft für die Nutzung von Zeitkarten geschaffen.
1988 übernahm die KVG den Omnibusbetrieb Karpinski und dessen Betriebsgelände in Soltau.
Im Januar 1996 erhielt die Kraftverkehr GmbH für den Lüneburger Stadtbusverkehr zehn Mercedes-Benz O 405 N2 CNG Niederflurbusse mit Erdgasantrieb und Katalysatoren, die weniger Schadstoffe ausstießen.
1996 wurde die KVG von Bahn und Post an die Eisenbahnen und Verkehrsbetriebe Elbe-Weser GmbH (EVB) Zeven und die Osthannoverschen Eisenbahnen AG (OHE) Celle verkauft. Nachdem im Jahr 2011 die Anteile des Landes Niedersachsen und des Bundes am OHE-Konzern verkauft wurden, gehört seit Mitte 2006 auch die KVG zum italienischen Netinera-Konzern. Die Busgesellschaften, an denen die OHE beteiligt ist, gründeten 2014 eine Bussparte innerhalb der OHE. Die VOG trat in die Gesellschäftsrolle der OHE ein und übernahm 60 % der Geschäftsanteile an der KVG.
Als neues Betätigungsfeld der KVG ergibt sich seit einiger Zeit der Stadtverkehr Harburg. Eingerichtet wurden die Linien Sinstorf–Harburg–Finkenwerder (Linie 146) und Ringverkehr Harburg–Neuland. Demgegenüber gab es einzelne Kürzungen im Regionalbereich. So wurde der Ort Eddelsen vom Busverkehr abgehängt, und mit der HVV-Erweiterung verschwand die Linie nach Bispingen. Eine Verbesserung im Regionalverkehr gab es zwischen Over und Winsen: Hier wurde die ehemalige Marquardt-Buslinie übernommen, verdichtet und nach Harburg durchgebunden.
Linien auf Hamburger Stadtgebiet
0149 0Bf. Harburg – Over – Winsen (Luhe)
0257 0Neugraben – Francop – Cranz / Jork
4148 0Bf. Harburg – Hittfeld – Jesteburg – Hanstedt
4200 0Bf. Harburg – Appelbüttel – Buchholz i. d. N
4210 0Bf. Harburg – Appelbüttel – Klecken

## Heutiger Betrieb

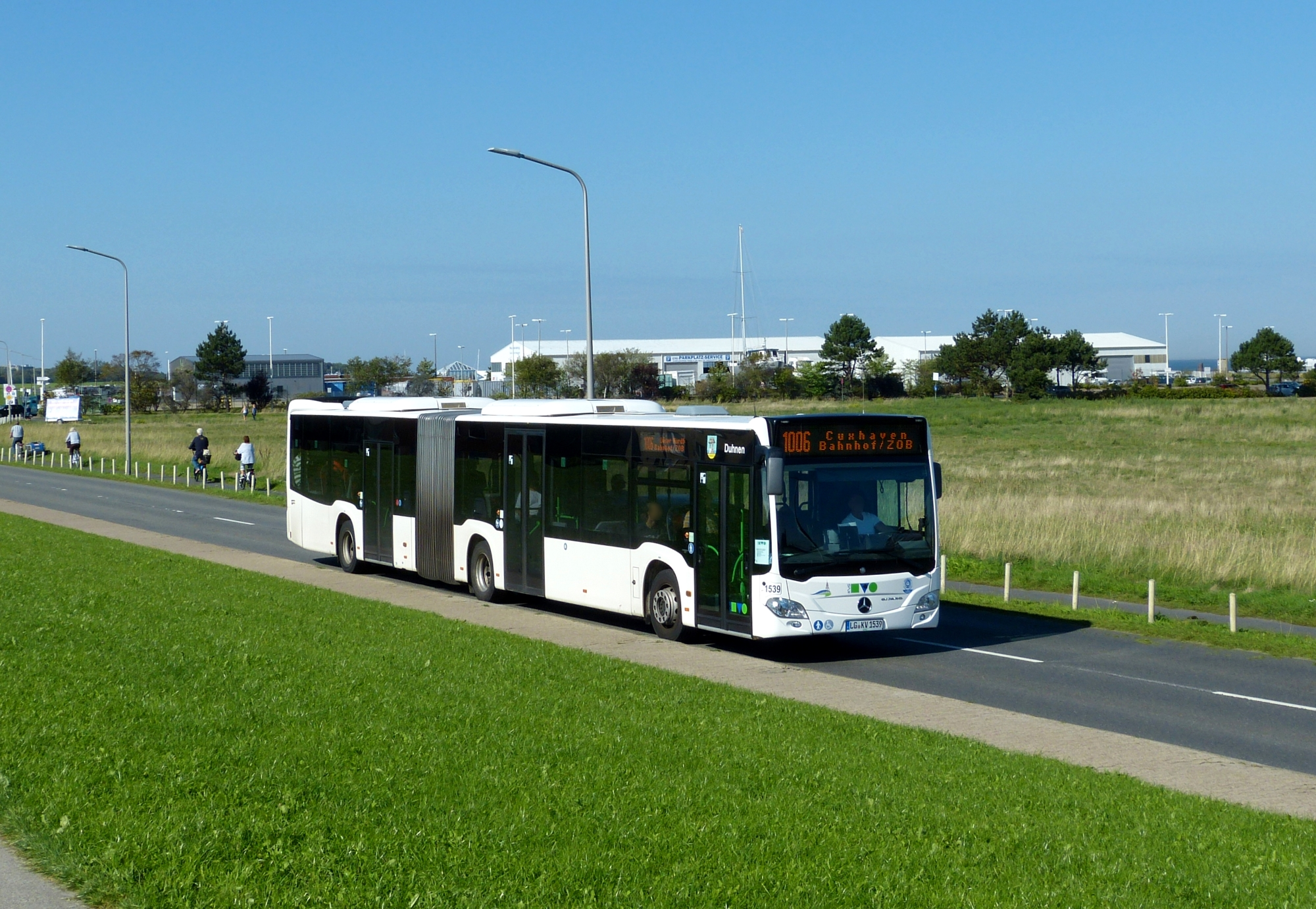
Ein moderner Linienbus des Typs Mercedes-Benz Citaro C2 G in Cuxhaven

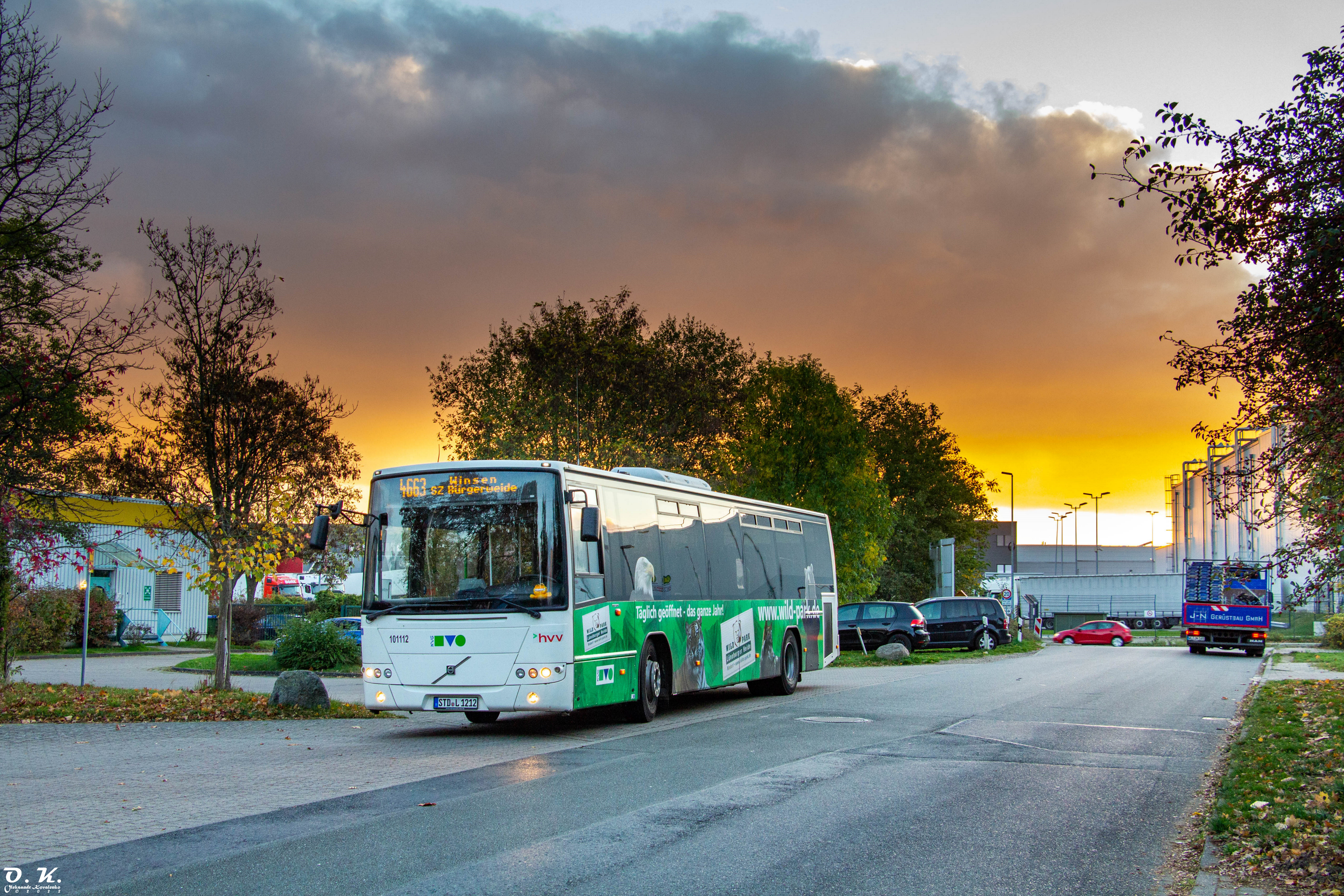
KVG 101112 I Volvo 8700LE

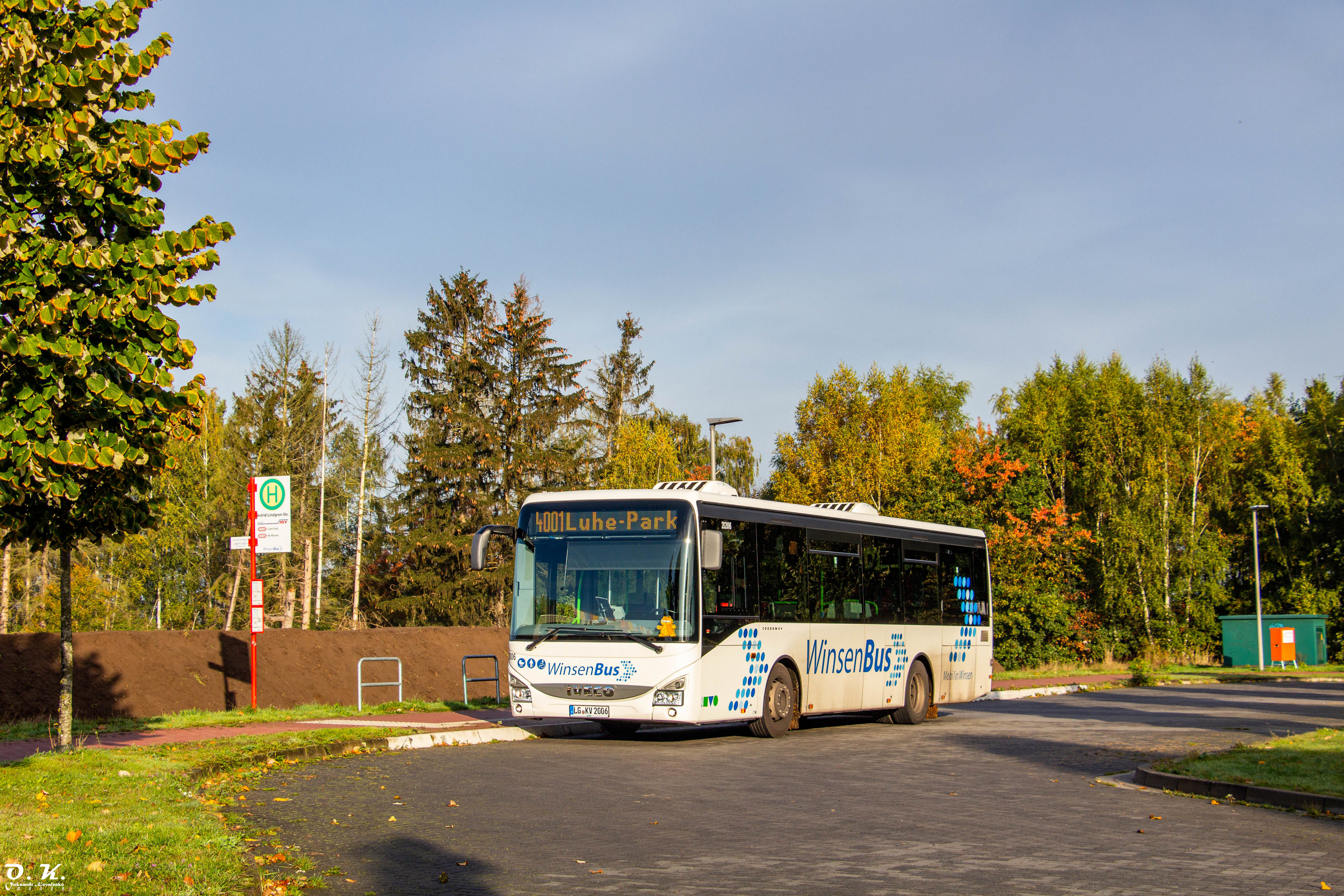
KVG 202006 I IVECO Crossway LE Line 10.8M

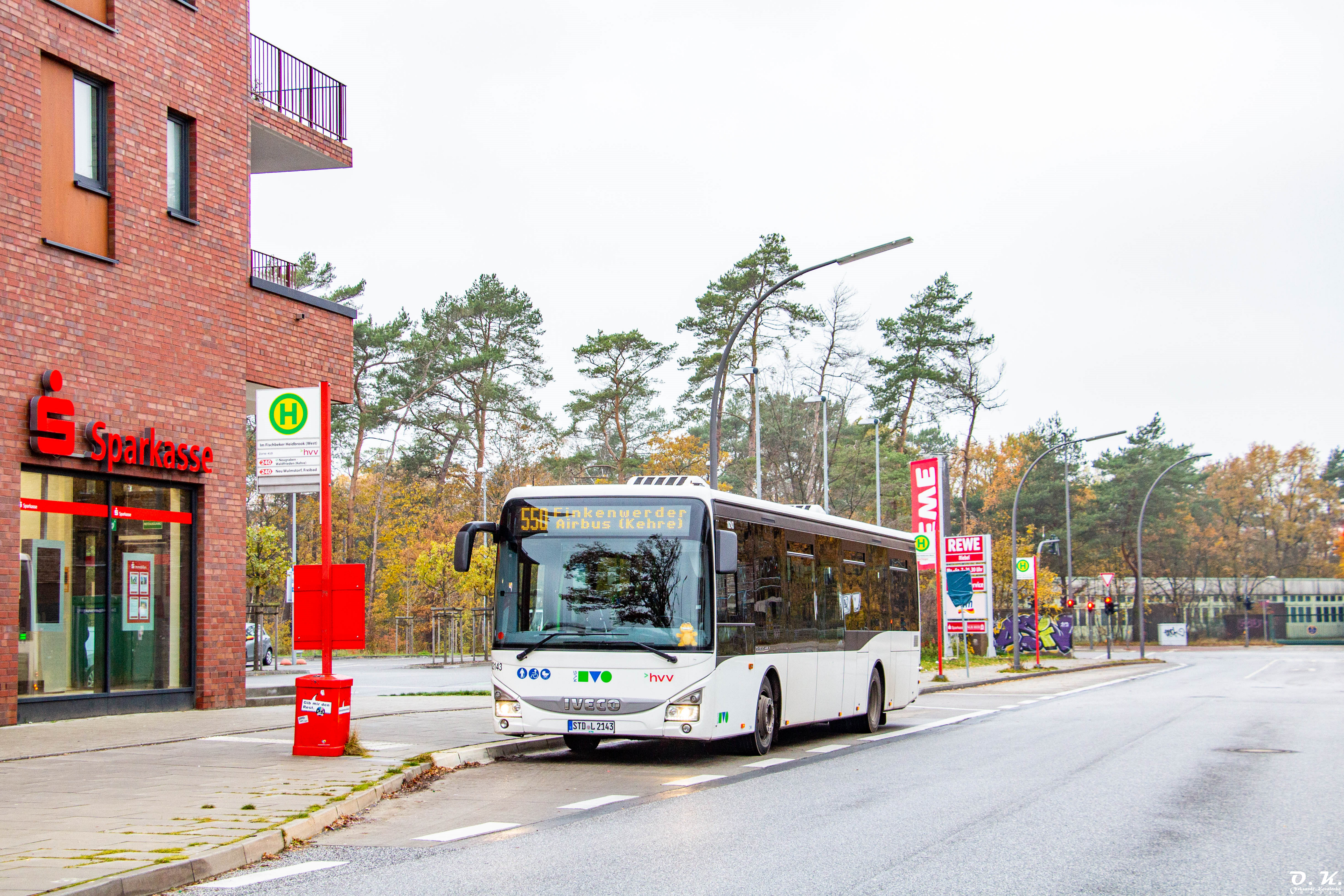
KVG 102143 I IVECO Crossway LE Line 12M

Auf den Stadtverkehrslinien setzt die KVG meist Niederflurbusse ein.
Die Bedienungsqualität der Linien ist sehr unterschiedlich. Die von Harburg ausgehenden Linien weisen eine dichte Fahrtenfolge und auch Spät- und Wochenendverkehr auf. In Lüneburg hingegen verkehrt nach 20:30 Uhr kein Bus mehr – weder im Stadt- noch im Überlandverkehr. Dies ist für eine Universitätsstadt mit vielen Kneipen sicher ungewöhnlich und steht auch in Kontrast zum kleineren Stade, wo die KVG eine Abend-Ringlinie im Stadtverkehr und eine Abend-Überlandverbindung nach Freiburg/Elbe betreibt. Tagsüber weisen die KVG-Stadtlinien eine hohe Bedienungsqualität auf – es bestehen Taktfahrpläne. Der am dichtesten befahrene Abschnitt befindet sich in Lüneburg zwischen Am Sande und Kaltenmoor.

## Volvo 7700 Hybrid
Ab Dezember 2010 verfügte die KVG in Lüneburg über drei Volvo 7700 Hybrid. Im Juni 2012 folgten diesen drei Fahrzeugen weitere zehn Exemplare, wovon einer ausbrannte und im November 2013 durch ein Neufahrzeug ersetzt wurde. Ende 2015 wurden die Busse aufgrund der hohen Pannenquote ausgemustert und durch Neufahrzeuge ersetzt.

## Besondere Angebote
Neben dem normalen Linienbetrieb bietet die KVG auch fahrplanmäßige Fahrten zu Diskotheken und Freizeiteinrichtungen (wie z. B. Heide-Park, Snow Dome Bispingen und Universum Bremen) an. Auch Fahrten mit einem „Oldtimer-Bus“ (Reisebus Setra S8 von 1953) und einem VW T1 Samba von 1962 können gebucht werden.
In der Saison von April bis Oktober bietet die KVG verschiedene Freizeitangebote an wie z. B. den Elberadwanderbus. Der Bus fährt mit einem Fahrradanhänger durch das Alte Land bis nach Freiburg an der Niederelbe.